# Santiago de Chuco (província)
Santiago de Chuco é uma província do Peru localizada na região de La Libertad. Sua capital é a cidade de Santiago de Chuco.

## Distritos da província
- Angasmarca
- Cachicadán
- Mollebamba
- Mollepata
- Quiruvilca
- Santa Cruz de Chuca
- Santiago de Chuco
- Sitabamba